# Свистун, Сергей Владимирович
Серге́й Влади́мирович Свисту́н (укр. Сергій Володимирович Свистун; род. 14 марта 1962, Душанбе) — советский футболист, украинский тренер.

## Игровая карьера
Футболом начинал заниматься в харьковском спортинтернате. После трёх лет в дубле харьковского «Металлиста» Свистун был отправлен на стажировку в харьковский «Маяк», выступавший во второй лиге. Через год тогдашний тренер «Металлиста» Евгений Лемешко вернул футболиста в главную команду Харькова. Воинскую службу проходил в киевском СКА, с которым завоевал бронзовые медали чемпионата УССР среди команд второй лиги (1986). После демобилизации Анатолий Коньков пригласил Свистуна в донецкий «Шахтёр».
В донецком клубе дебютировал в первом туре сезона 1987 года в Ланчхути, где «Шахтёр» переиграл «Гурию» 2:1, став автором одного из голов. В первых четырёх матчах отличался трижды. Затем дали о себе знать травмы. Восемь месяцев вне игры отрицательно повлияли на готовности Свистуна играть на прежнем уровне. В «Шахтёре» нападающий выступал до 1989 года, после чего откликнулся на приглашение Валерия Овчинникова переехать в Нижний Новгород. В «Локомотиве» футболист провёл один сезон, во время которого команда вышла в первую лигу союзного чемпионата. В 1991 году Анатолий Коньков пригласил Свистуна попробовать себя в зарубежном клубе. Футболист ответил согласием, после чего переехал в Венгрию в город Мишкольц, где отыграл три сезона за местный клуб «Диошдьёр», преодолев путь из первого в высший дивизион. Последний год в Венгрии отыграл за «Спартакус Ньиредьхаза».
Вернувшись на Украину, помог кременчугскому «Нефтехимику» удачно выступить в первой лиге чемпионата Украины. Завершал игровую карьеру в Ровеньках в местном «Авангарде», выступавшем в первой лиге, где исполнял функции играющего тренера. После такие же обязанности исполнял в комсомольском «Горняк-Спорте».

## Тренерская карьера
В 1999 году Константин Туркин предложил начинающему тренеру возглавить «Адомс». В первых шести турах во второй лиге команда Свистуна одержала шесть побед. Лишь луганская «Заря» дома смогла прервать победную серию дебютанта лиги. За несколько туров до конца сезона «Адомс» возглавлял турнирную таблицу в своей группе. Решающим для определения обладателя единственной путёвки в первую лигу стал матч в Днепропетровске с «Днепром-2». Перед этой игрой хозяева укрепились игроками главной команды и добыли победу — 2:1, опередив кременчугский клуб всего на два очка. Второй и последний сезон «Адомса» закончился бесславно. Финансовые проблемы клуба сказались на игре подопечных Свистуна и в итоге кременчугцы заняли 14-е место среди 16-ти команд второй лиги.
23 октября 2003 года на XVI сессии Кременчугского городского Совета по инициативе городского головы города Николая Глухова был создан муниципальный футбольный клуб «Кремень». Директором клуба стал Дмитрий Алексеенко, с именем которого было связано появление «Адомса». Свой путь этот коллектив начал с чемпионата области. Возглавить команду доверили Сергею Свистуну.
В 2008 году Сергей Свистун вошёл в тренерский штаб «Ворсклы». В 2013 году вернулся в «Кремень».